# Палата місцевих влад

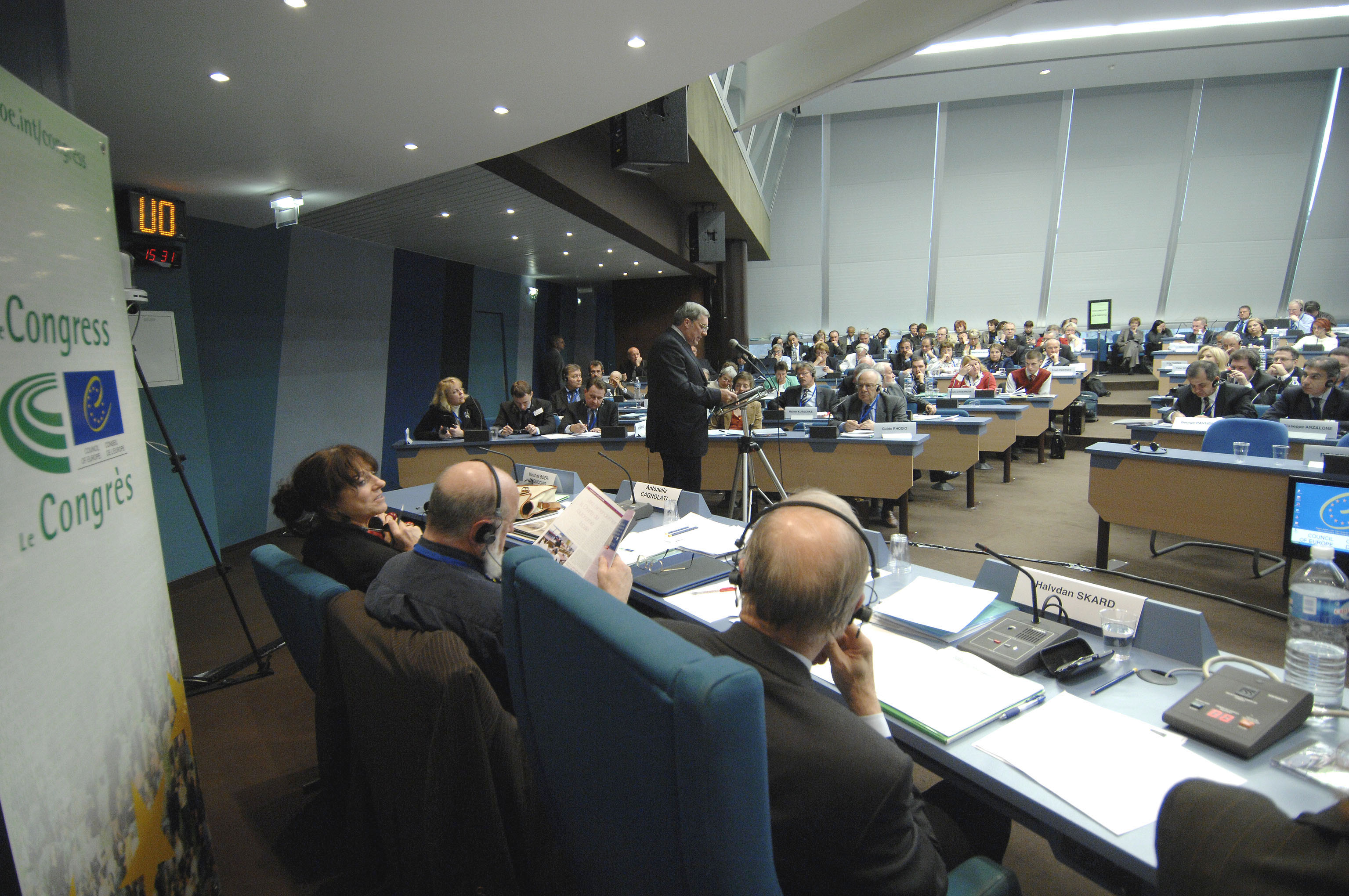
Сесія Палати місцевих влад

Палата місцевих влад — один з підрозділів Конгресу місцевої та регіональної влади Європи.

## Структура
Палата обирає членів Секретаріату, що складається з Президента (що обирається з членів Палати і має дворічний мандат) і семи віце-президентів з урахуванням принципу справедливого географічного розподілу.
У цей час членами Секретаріату Палати місцевих влад є:
- Іан Мікаллеф — (Мальта), Президент;
- Дубравка Суїца (Хорватія) — віце-президент;
- Андерс Кнапе (Швеція) — віце-президент;
- Гільде Зах (Австрія) — віце-президент;
- Жан-Клод Фрекон (Франція) — віце-президент;
- Фабіо Пеллеґріні (Італія) — віце-президент;
- Емін Єрітсян (Вірменія) — віце-президент;
- Онно ван Вельдгуїзен (Нідерланди) — віце-президент.

## Секретаріат

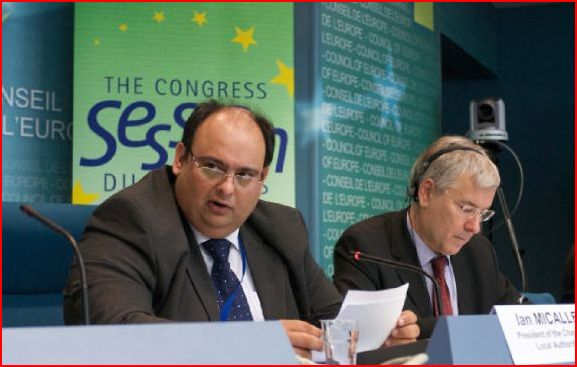
Іан Мікаллеф, Президент Палати та Жан-Філіп Бозуль, Виконавчий секретар

Секретаріатом Палати керує виконавчий секретар (в цей час ним є Jean-Philippe Bozouls), який призначається Генеральним секретарем Ради Європи. Сесії Палати проходять в Стразбурзі (Франція), і за правилами процедури або передують, або йдуть за ординарними сесіями Конгресу. Сесії проходять в публічному режимі.
Що стосується адміністративного апарату, то робота Палати забезпечується чотирма комісіями. Інституційна займається проблемами місцевого самоврядування, зокрема, здійснює моніторинг місцевих та регіональних виборів, готує звіти та рекомендації. Комісія культури та освіти працює з питаннями культури, освіти, ЗМІ, молоді, спорту та комунікацій. Комісія із соціальної співпраці пов'язана з проблемами працевлаштування, громадянства, міграції, соціальної та статевої рівності. Питаннями охорони навколишнього середовища та містобудування займається комісія по довгостроковому розвитку. Представником від України є Віталій Кличко. 

## Країни-учасниці
| Країна     | Делегати | Країна               | Делегати | Країна             | Делегати |
| ---------- | -------- | -------------------- | -------- | ------------------ | -------- |
| Албанія    | 4        | Німеччина            | 18       | Андорра            | 2        |
| Вірменія   | 4        | Австрія              | 6        | Азербайджан        | 6        |
| Бельгія    | 7        | Боснія і Герцеговина | 5        | Болгарія           | 6        |
| Кіпр       | 3        | Хорватія             | 5        | Данія              | 5        |
| Іспанія    | 12       | Естонія              | 3        | Північна Македонія | 3        |
| Росія      | 18       | Фінляндія            | 5        | Франція            | 18       |
| Грузія     | 5        | Греція               | 7        | Угорщина           | 7        |
| Ірландія   | 4        | Ісландія             | 3        | Італія             | 18       |
| Латвія     | 3        | Ліхтенштейн          | 2        | Литва              | 4        |
| Люксембург | 3        | Мальта               | 3        | Молдова            | 5        |
| Монако     | 2        | Чорногорія           | 3        | Норвегія           | 5        |
| Нідерланди | 7        | Польща               | 12       | Португалія         | 7        |
| Чехія      | 7        | Румунія              | 10       | Велика Британія    | 18       |
| Сан-Марино | 2        | Сербія               | 7        | Словаччина         | 5        |
| Словенія   | 3        | Швеція               | 6        | Швейцарія          | 6        |
| Туреччина  | 12       | Україна              | 12       |                    |          |
| ВСЬОГО     | ВСЬОГО   | ВСЬОГО               | ВСЬОГО   | ВСЬОГО             | 318      |